# Palmas (ort i Brasilien, Paraná, Palmas, lat -26,48, long -51,99)
Palmas är en ort i Brasilien.   Den ligger i kommunen Palmas och delstaten Paraná, i den södra delen av landet, 1 300 km söder om huvudstaden Brasília. Palmas ligger 1 075 meter över havet och antalet invånare är 39 150.
Terrängen runt Palmas är platt, och sluttar norrut. Det finns inga andra samhällen i närheten.
I omgivningarna runt Palmas växer huvudsakligen savannskog. Runt Palmas är det ganska glesbefolkat, med 38 invånare per kvadratkilometer.